# 체첸인
체첸인(러시아어: Чеченец, 체첸어: Нохчий)은 북캅카스 지방의 체첸에 거주하는 민족이다. 인구시인과 함께 나흐족(Nakh)으로 분류되는 체첸인의 기원에 관해서는 여전히 불확실한 점이 많으나, 수천 년 전부터 캅카스 지역에 거주한 토착 민족으로 추정되고 있다.
캅카스 산맥 중앙에서 동북부의 경사면에 거주하는 체첸인은 이슬람교 수니파를 믿고, 캅카스 제어의 일종인 체첸어를 사용한다. 체첸, 인구시, 다게스탄에 걸친 이 지역의 언어는 주변 언어들과 크게 다르며 북동캅카스어족이라는 독자적인 언어군을 이룬다. 특히 같은 나흐 제어에 속하는 인구시어를 사용하는 인구시인과 민족적으로 밀접한 관계에 있다.
소련 시대인 1944년 이들은 인구시인과 함께 중앙아시아로 민족 전체가 강제이주당했고, 이 조치는 흐루쇼프에 의해 1957년에야 해제되었다. 소련 해체 이후 체첸 민족주의자들은 러시아에서 독립을 목표로 한 분리주의 활동을 벌여 왔으며 한때 이치케리야 체첸 공화국을 세우기도 했으나 2000년 러시아에 의해 멸망했다.

## 같이 보기
- 체첸 공화국